# Iavoriv, Turka
Iavoriv (în ucraineană Яворів) este un sat în comuna Verhnie din raionul Turka, regiunea Liov, Ucraina.

## Demografie
Componența lingvistică a localității Iavoriv
     Ucraineană (99,89%)
     Alte limbi (0,11%)
Conform recensământului din 2001, majoritatea populației localității Iavoriv era vorbitoare de ucraineană (99,89%), existând în minoritate și vorbitori de alte limbi.